# Jerzy (Konisski)
Jerzy, imię świeckie Grigorij Osipowicz Konisski (ros. Григорий Осипович Конисский; ur. 20 listopada 1717 w Niżynie, zm. 2 lutego?/13 lutego 1795 w Mohylewie) – prawosławny arcybiskup, kaznodzieja, filozof i teolog.
Był synem burmistrza Niżyna. Ukończył Akademię Mohylańską, a następnie został w niej zatrudniony jako wykładowca. Nauczał kolejno poetyki, filozofii i teologii, zaś w 1751 objął obowiązki jej rektora. Trzy lata później został wyświęcony na biskupa mścisławskiego, mohylewskiego i orszańskiego i został ordynariuszem ostatniej prawosławnej eparchii w granicach I Rzeczypospolitej.
Szczerze oddany Rosji, od 1762 odegrał znaczącą rolę w polityce carycy Katarzyny II wobec Rzeczypospolitej, współpracując z posłem rosyjskim Nikołajem Repninem w kampanii na rzecz równouprawnienia dysydentów. Obrona praw ludności prawosławnej była przy tym dla carycy jedynie pretekstem dla interweniowania w sprawy wewnętrzne Rzeczypospolitej. Równocześnie biskup Jerzy występował w obronie stanu posiadania Kościoła prawosławnego w Rzeczypospolitej, kilkakrotnie zwracał się do polskich królów z memoriałami zawierającymi wykazy strat poniesionych przez swoje wyznanie wskutek działalności Kościołów rzymskokatolickiego i unickiego. Bezskutecznie domagał się zalegalizowania konwersji z katolicyzmu (obydwu obrządków) na prawosławie. Był jednym z twórców konfederacji słuckiej. W 1767 wydał w Warszawie Prawa i wolności dyssydentów w nabożeństwie chrześcijańskim w Koronie Polskiej i Wielkim Xięstwie Litewskim. W 1768 przyczynił się do wybuchu koliszczyzny; on i podległe mu duchowieństwo nakłaniało prawosławnych chłopów i hajdamaków do wystąpienia przeciwko konfederacji barskiej, w której widział bezpośrednie zagrożenie dla swojego wyznania.
Po I rozbiorze Polski kontynuował pracę duszpasterską w Mohylewie już w granicach Imperium Rosyjskiego, jednak utrzymywał kontakty z duchowieństwem prawosławnym Rzeczypospolitej i do końca życia prowadził działalność dyplomatyczną i propagandową na rzecz poprawy sytuacji swoich współwyznawców w tymże kraju. Zdecydowany przeciwnik Kościoła unickiego, w 1780 przy poparciu carskiej administracji doprowadził do zamknięcia szeregu jego parafii na ziemi mohylewskiej i mścisławskiej i przejścia ponad 100 tys. wiernych do Rosyjskiego Kościoła Prawosławnego.
Autor podręczników i traktatów poświęconych prawosławnej teologii dogmatycznej i moralnej, podręczników poetyki i filozofii, homilii, tekstów polemicznych wymierzonych przeciwko katolicyzmowi, jak również utworów literackich. Pisał w językach łacińskim, rosyjskim i polskim.
W 1993 został kanonizowany przez Egzarchat Białoruski Patriarchatu Moskiewskiego jako święty czczony lokalnie w eparchii mohylewskiej i mścisławskiej. Od 2011 jego kult funkcjonuje również w Ukraińskim Kościele Prawosławnym Patriarchatu Moskiewskiego.

## Życiorys

### Młodość i wczesna działalność
Rodzina Konisskich należała do szlachty ruskiej. Ojciec przyszłego hierarchy, Józef, był burmistrzem Niżyna. Od 1728 (lub 1738) uczęszczał do Akademii Mohylańskiej w Kijowie. W czasie nauki doskonale opanował języki łaciński, grecki, hebrajski, niemiecki i polski. Po ukończeniu szkoły w 1744 został w niej rok później profesorem poetyki.
Według różnych źródeł wieczyste śluby mnisze złożył jeszcze jako student, 11 kwietnia 1744, na ręce metropolity kijowskiego Rafała, lub też dopiero w 1749, gdy od dwóch lat sprawował już funkcję prefekta Akademii Mohylańskiej i wykładowcy filozofii. Święcenia kapłańskie mnich Jerzy przyjął w 1747. W 1750 brał udział w opracowywaniu poprawionego programu nauczania w Akademii Mohylańskiej, jak również szczegółowych treści poszczególnych kursów.
W 1751 został rektorem uczelni i sprawował tę funkcję przez cztery lata. Zaczął wtedy również wykładać w Akademii teologię. Równocześnie był przełożonym monasteru Objawienia Pańskiego w Kijowie. W 1752 otrzymał godność archimandryty.

### Biskup

#### Objęcie katedry białoruskiej
14 października 1754 nagle zmarł prawosławny biskup mścisławski, mohylewski i orszański (białoruski) Hieronim, zwierzchnik jedynej prawosławnej administratury w Rzeczypospolitej Obojga Narodów. Po jego śmierci unicki metropolita Florian Hrebnicki podjął zdecydowane starania na rzecz podporządkowania sobie ostatnich prawosławnych placówek duszpasterskich w kraju. Apelując do króla o przyłączenie eparchii białoruskiej do unickiej archidiecezji połockiej, posługiwał się fałszywym przywilejem Zygmunta III Wazy, rzekomo sankcjonującym takie rozwiązanie. Dokument ten był jawnym falsyfikatem, gdyż eparchia białoruska została erygowana dopiero w 1633, gdy Zygmunt III Waza już nie żył. Mimo to wysiłki metropolity Floriana Hrebnickiego poparł papież Benedykt XIV, który skierował do króla Augusta III brewe z żądaniem likwidacji eparchii białoruskiej poprzez włączenie jej do Kościoła unickiego.
Przeciwko staraniom biskupów katolickich wystąpiła caryca Rosji Elżbieta. August III, pod naciskiem posła rosyjskiego w Warszawie Grossa, potwierdził prawa prawosławnych do eparchii mścisławskiej, mohylewskiej i orszańskiej. W porozumieniu między stroną rosyjską a Rzecząpospolitą wskazany został kandydat na jej nowego ordynariusza, którym został Jerzy (Konisski). Król wydał mu przywilej na biskupstwo białoruskie 23 marca 1755; według innego źródła nastąpiło to dopiero 3 czerwca 1755. 23 maja tego samego roku Świątobliwy Synod Rządzący Rosyjskiego Kościoła Prawosławnego ogłosił jego nominację biskupią. Chirotonia biskupia miała natomiast miejsce 20 sierpnia tego samego roku w kijowskim soborze Mądrości Bożej. W charakterze głównego konsekratora w obrzędzie wziął udział metropolita kijowski Tymoteusz. Uroczysty wjazd biskupa do Mohylewa, gdzie znajdowała się jego rezydencja, nastąpił 26 października 1755.

#### Działalność duszpasterska w Mohylewie
Natychmiast po objęciu urzędu Jerzy (Konisski) podjął intensywną działalność polityczną w obronie prawosławia. Fundusze na bieżącą działalność rozwój eparchii pozyskiwał z Rosji. Już w lutym 1756 skierował do Świątobliwego Synodu Rządzącego hieromnicha Jana z monasteru Zmartwychwstania Pańskiego w Szkłowie z listami informującymi o sytuacji materialnej swojej administratury. Skarżył się w nich na zły stan techniczny soboru katedralnego Przemienienia Pańskiego w Mohylewie i złe wrażenie, jakie robiły miejscowe cerkwie prawosławne w porównaniu z dobrze utrzymanymi i wystawnymi kościołami katolickimi oraz szkołami żydowskimi. Po przesłaniu do Synodu projektu rozbudowy soboru katedralnego, zamówionego u architekta Jana Krzysztofa Glaubitza, biskup Jerzy uzyskał na jego rozbudowę subwencję w wysokości 10 tys. rubli, pieniądze te dotarły jednak do Mohylewa dopiero w 1758. Dodatkowe fundusze hierarcha otrzymał na organizację seminarium duchownego w Mohylewie; w swoim liście do Synodu wskazywał jako istotny problem niski poziom intelektualny duchowieństwa i brak wykształconych kapłanów.
W pierwszych latach po objęciu przez Jerzego (Konisskiego) urzędu biskupa białoruskiego doszło do poszerzenia jego kompetencji w zakresie kontroli nad monasterami znajdującymi się w granicach eparchii. Zgodnie z aktami fundacyjnymi część klasztorów funkcjonujących na terenie podległym biskupom białoruskim była podporządkowana bezpośrednio patriarchom konstantynopolitańskim lub ich egzarchom (metropolitom kijowskim). Próby zmiany tej sytuacji i podporządkowania wszystkich monasterów zlokalizowanych w granicach eparchii jej ordynariuszom podejmowali już poprzednicy biskupa Jerzego, jednak ich starania nie przynosiły spodziewanego rezultatu, a jedynie wywoływały ciągnące się latami spory kompetencyjne i konflikty personalne. Tymczasem w 1756 metropolita kijowski Tymoteusz zrezygnował ze sprawowania kontroli nad monasterami w Bujniczach i Barkołabowie i przekazał swoje dotychczasowe uprawnienia biskupowi białoruskiemu. Biskup Jerzy zwrócił się wówczas do niego o podjęcie analogicznej decyzji także w odniesieniu do pozostałych monasterów o tym samym statusie. W liście do metropolity kijowskiego argumentował, że tylko jako bezpośredni zwierzchnik wspólnot mniszych będzie mógł zaprowadzić w nich niezbędną dyscyplinę i porządek, przywoływał przypadki ich naruszania w monasterach w Tupiczewszczyźnie i Kuteinie k. Orszy. Prośbę hierarchy białoruskiego pozytywnie rozpatrzył następca metropolity Tymoteusza na katedrze kijowskiej, metropolita Arseniusz, w 1759. Rozwiązania wprowadzone w tym zakresie miały charakter nieformalny. Monastery kontrolowane dotąd przez metropolitów kijowskich de iure nadal pozostawały w ich jurysdykcji; to oni akceptowali kandydatów na przełożonych wspólnot i mieli prawo ich odwoływania. De facto codzienną działalność klasztorów nadzorował biskup białoruski. Formalnie zachowanie jurysdykcji metropolity kijowskiego miało zapewnić monasterom protekcję rosyjską i obronę w przypadku zgłoszenia przez katolików roszczeń wobec nich.
Znaczne wysiłki hierarcha poczynił także na rzecz wznoszenia i remontowania cerkwi prawosławnych. Zainicjował wzniesienie nowego budynku konsystorza i pałacu biskupiego. Uporządkował eparchialną dokumentację i utworzył pierwsze archiwum. W 1762 poświęcił budynek soboru katedralnego w Mohylewie po ukończeniu jego generalnego remontu. Regularnie głosił kazania, pragnąc zniwelować w ten sposób wpływy kaznodziejów jezuickich i dominikańskich. Wielokrotnie bezpośrednio polemizował z duchownymi katolickimi. Współcześni uważali go za znakomitego kaznodzieję.
Biskup Jerzy w szczególny sposób działał na rzecz poprawy poziomu moralnego i intelektualnego podległego mu duchowieństwa. Odmawiał udzielenia święceń kapłańskich kandydatom niepiśmiennym lub takim, którzy nie opanowali prawosławnego śpiewu liturgicznego. W 1757 w liście pasterskim do wszystkich duchownych eparchii nisko ocenił ich kompetencje; do pisma załączył elementarz języka rosyjskiego oraz katechizm. W celu kształcenia przyszłych duchownych Jerzy (Konisski) utworzył w 1759 seminarium duchowne przy monasterze Przemienienia Pańskiego w Mohylewie. Szkoła ta rozpoczęła jednak działalność dopiero w 1759, rok po tym, gdy Świątobliwy Synod Rządzący oficjalnie zgodził się na jej powstanie i wyznaczył dla niej roczne dofinansowanie w kwocie 400 rubli. Podstawę kadry naukowej i dydaktycznej placówki stanowili absolwenci Akademii Mohylańskiej przybyli do Mohylewa na zaproszenie biskupa Jerzego.
Hierarcha organizował także szkoły parafialne. W okresie sprawowania przez niego urzędu takie placówki zostały otwarte m.in. w Bychowie, Homlu, Mścisławiu, Orszy i Rogaczowie. Również w celu podniesienia poziomu intelektualnego duchowieństwa i wiernych biskup Jerzy zorganizował w Mohylewie drukarnię przy rezydencji biskupiej, w której już w 1757 wydał Katechizm arcybiskupa nowogrodzkiego Teofana.

##### Konflikty z katolikami i administracją lokalną
Już w momencie przybycia do Mohylewa biskup Jerzy znalazł się w ostrym konflikcie z duchowieństwem i szlachtą katolicką. Arcybiskup połocki Florian Hrebnicki nie zaprzestał starań na rzecz przejęcia eparchii białoruskiej i założył w Mohylewie konsystorz unicki. Przeciwko hierarsze prawosławnemu działał także katolicki proboszcz Michał Zenowicz. W 1759 w czasie wizyty biskupa w Monasterze Kuteińskim w Orszy miały miejsce wystąpienia katolickich duchownych i szlachty przeciwko jego osobie; w 1759 i 1760 doszło do nieudanych zamachów na jego życie. Rok później ks. Zenowicz razem z miejscowymi jezuitami zorganizował napad na seminarium w Mohylewie i rezydencję biskupią. We wrześniu 1760 hierarcha pisał do Świątobliwego Synodu Rządzącego, że seminarium regularnie pada ofiarą aktów nietolerancji i w związku z tym nie może normalnie funkcjonować. Jak pisał biskup, władze Rzeczypospolitej akceptowały taki stan rzeczy, powołując się na fakt, że traktat Grzymułtowskiego z 1686 nie wspominał o funkcjonowaniu prawosławnych szkół teologicznych. Jerzy (Konisski) pozostawał z polską administracją w ciągłych sporach.
Równocześnie biskup Jerzy konsekwentnie działał na rzecz całkowitego podporządkowania eparchii białoruskiej Rosyjskiemu Kościołowi Prawosławnemu. Duchownych wzywał do uznawania zwierzchnictwa Świątobliwego Synodu Rządzącego. W okresie sprawowania przez niego urzędu biskupa mścisławskiego, mohylewskiego i orszańskiego wpływ Rosji na położenie prawne prawosławnych w Rzeczypospolitej, jak i na ich postawy polityczne znacznie wzrósł.
Zniechęcony nasilającymi się sporami z duchowieństwem unickim, biskup Jerzy w 1762 poprosił Świątobliwy Synod Rządzący o przeniesienie na inną katedrę. Synod przyjął jego prośbę i zaproponował mu eparchię pskowską. Decyzji o przeniesieniu nie zaakceptowała jednak nowa caryca Rosji Katarzyna II.

#### Działalność za panowania Katarzyny II

##### Pobyt w Rosji

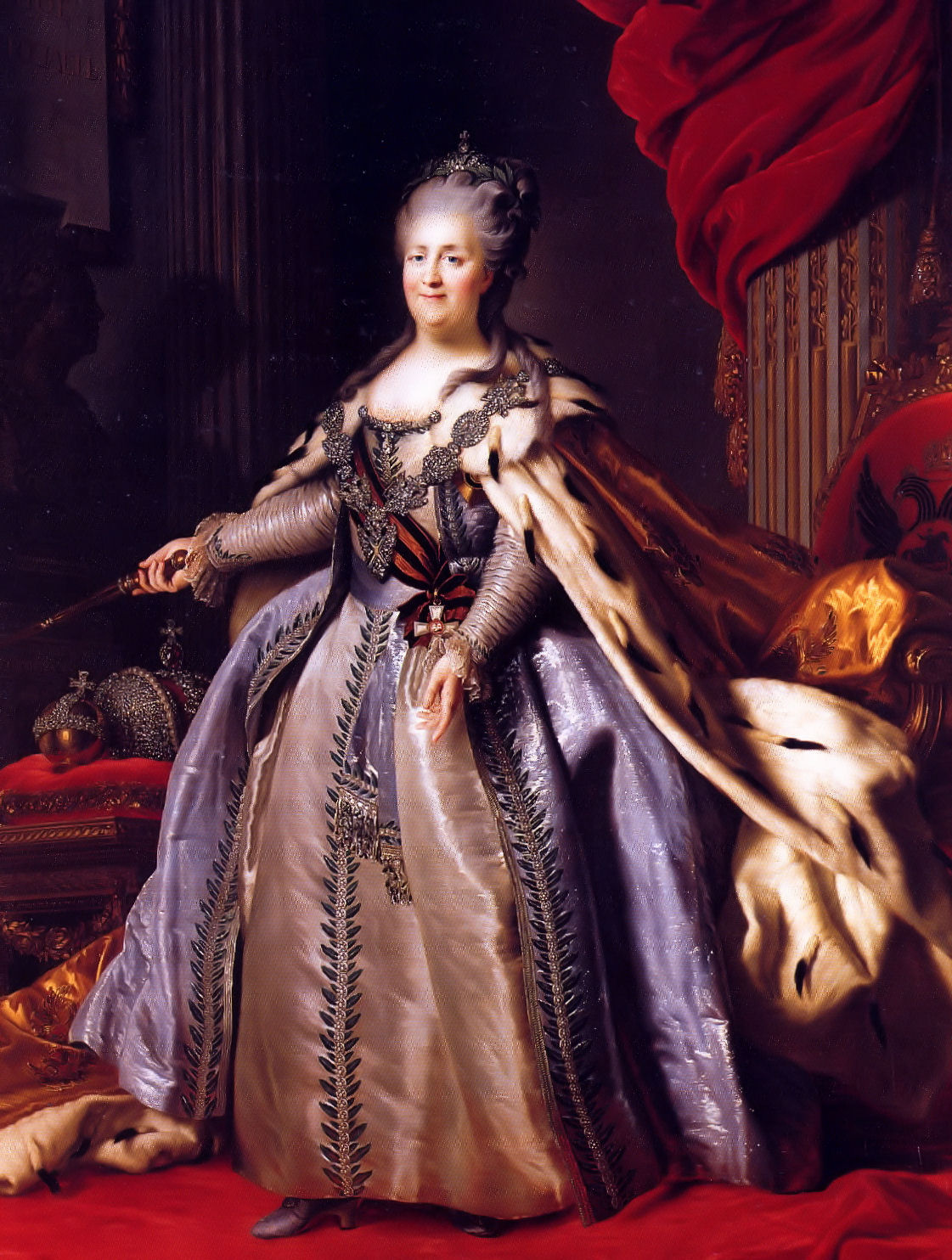
Caryca Katarzyna II wykorzystywała sprawę prawosławnych w Rzeczypospolitej jako pretekst do interweniowania w wewnętrzne sprawy Rzeczypospolitej. Jerzy (Konisski) brał aktywny udział w jej działaniach na rzecz praw dysydentów

W 1762 wyjechał do Moskwy na koronację Katarzyny II i tam 10 października wygłosił mowę wiernopoddańczą, w której zachęcał carycę do obrony prawosławia w Polsce. Podobne przemówienie zaadresował do jej syna. Katarzyna II sama nie była osobą religijną, uznała jednak brak równouprawnienia prawosławnych w Rzeczypospolitej za dobry pretekst do interwencji w politykę wewnętrzną kraju. Jerzy (Konisski) był szczerze oddany Rosji i całkowicie popierał politykę Katarzyny II w tym zakresie. Z Moskwy udał się do Petersburga i pozostał w tym mieście do 1765. Obawiał się bowiem o swoje bezpieczeństwo i twierdził, że nie widzi, jakie korzyści mógłby przynieść jego powrót do Mohylewa. W lutym 1763 w oparciu o dokumenty zgromadzone przez biskupa białoruskiego oraz przez metropolitę kijowskiego Arseniusza Świątobliwy Synod Rządzący sformułował petycję do carycy, w której po raz kolejny prosił o wystąpienie w obronie wyznawców prawosławia w Rzeczypospolitej.
Pod nieobecność biskupa Jerzego w Rzeczypospolitej hierarchia unicka ponownie podjęła starania na rzecz likwidacji prawosławnej eparchii białoruskiej. Nowy arcybiskup połocki i metropolita kijowski Jason Junosza Smogorzewski, poparty przez papieża Klemensa XII, kilkakrotnie wydał dekrety adresowane do prawosławnych wiernych i duchowieństwa. Apelował również do króla, by ten włączył eparchię białoruską do Kościoła unickiego. Starania te nie ustały nawet w 1764, gdy było już wiadomo, że biskup Jerzy nie pozostanie na stałe w Rosji. Do Rzeczypospolitej wrócił on na wyraźne życzenie samej carycy.

##### Działania w sprawie dysydentów
Bezpośrednio po powrocie, w 1765, udał się do Warszawy z listem polecającym od Katarzyny II. W piśmie tym caryca zawarła żądanie potwierdzenia praw Jerzego (Konisskiego) do administrowania eparchią białoruską i wszystkich praw ludności prawosławnej. W stolicy Polski pojawił się 22 lipca 1765, zaś pięć dni później został przyjęty przez króla Stanisława Augusta Poniatowskiego. Działając w porozumieniu z rosyjskim posłem w Warszawie Nikołajem Repninem (Serczyk nazywa go wręcz doradcą tegoż w sprawach ludności prawosławnej) przedstawił rządowi polskiemu dwudziestopunktowy memoriał, w którym domagał się równouprawnienia religijnego i politycznego wyznawców prawosławia, jak również przedstawiał ich bieżącą sytuację jako bardzo złą, polemizował w tym zakresie z hierarchią unicką. Jako dowody prześladowań prawosławnych przywoływał m.in. odebranie im trzech diecezji, włączonych do Kościoła unickiego, przejęcie przez ten Kościół po 1686 ok. 200 obiektów sakralnych, przymuszanie wiernych do przyjmowania katolicyzmu w obrządku wschodnim, bezprawne zajmowanie gruntów cerkiewnych i przekazywanie ich żydowskim dzierżawcom, dyskryminowanie prawosławnych w sądach, publiczne szkalowanie prawosławia przez duchowieństwo łacińskie i unickie. Jego memoriał oparty był na zgromadzonych przez samego biskupa dokumentach (przywileje królewskie, akty związane z prawem własności poszczególnych świątyń). Tym samym włączył się w akcję dyplomatyczną Katarzyny II w sprawie dysydenckiej. Biskup Jerzy domagał się także zwrotu majątków eparchii białoruskiej zagarniętych przez pisarza wielkiego litewskiego Antoniego Michała Paca – wsi Pieczersk, Borsuki, Ćwirków i Tarasowicze. Zarzucał administracji królewskiej naruszanie praw mohylewskich mieszczan prawosławnych i duchowieństwa tego wyznania. Żądał także, by w małżeństwach mieszanych nie dochodziło do przypadków zmuszania prawosławnego małżonka do konwersji na katolicyzm oraz wymuszania chrztu dzieci w kościołach. Wreszcie apelował o dopuszczenie prawosławnych mieszczan do urzędów miejskich i o zalegalizowanie konwersji z unii na prawosławie. Do memoriału dołączony był Rejestr monasterów i cerkwi Grecko-ruskich różnemi czasy na unię gwałtownie odjętych, sporządzony junii die 3, Anno 1765. Król przekazał ten dokument hierarchii unickiej do konsultacji. Biskupi Kościoła unickiego stwierdzili, że zarzuty Jerzego (Konisskiego) są bezpodstawne. Prawosławny hierarcha wystosował swoją replikę i zażądał powołania specjalnej komisji dla zbadania sytuacji prawosławnych. Mimo protestu Kościoła unickiego kancelaria królewska przychyliła się do postulatu wszczęcia w spornych kwestiach odrębnego śledztwa. Biskup Jerzy nie wierzył jednak w jego rzetelne przeprowadzenie. Zrezygnował z udziału w postępowaniu, a w liście do króla stwierdził, że pokrzywdzeni prawosławni nie żądają satysfakcji, a jedynie poprawy swojej sytuacji w przyszłości. M. in. w związku z tym Repnin pisał do carycy o niewielkich rezultatach dotychczasowych wystąpień w sprawie innowierców.
Działania biskupa Jerzego doprowadziły jednak do uznania przez królewską kancelarię praw prawosławnych do prowadzenia w Mohylewie seminarium duchownego przy monasterze Objawienia Pańskiego, potwierdzenia przywilejów majątkowych parafii i monasterów eparchii białoruskiej, wezwania ks. Zenowicza, by zaprzestał rozpowszechniania antyprawosławnych paszkwilów. W październiku 1765 biskup wygrał również proces sądowy o dobra eparchii białoruskiej i oddalił roszczenia Kościoła unickiego do nich.
Na sejmie w 1766 jako jedyny przedstawiciel prawosławia podpisał petycję dysydentów. Występując jako doradca ambasadora Repnina, przedłożył królowi kolejny memoriał, w którym żądał zwrotu cerkwi zagarniętych przez unitów, prawa do swobodnego odprawiania nabożeństw, podległości prawosławnych duchownych sądom świeckim, a nie sądom kanonicznym Kościoła katolickiego, dopuszczenia prawosławnych do urzędów, uznania małżeństw mieszanych i przyjęcia zasady przyjmowania przez dzieci wyznania rodzica tej samej płci. Na tym samym sejmie ambasadorowie rosyjski i pruski wspólnie zażądali zniesienia ustawy zabraniającej niekatolikom obejmowania państwowych urzędów i stanowisk. Sejm odrzucił postulat ambasadorów. Prawosławni uzyskali jedynie potwierdzenie prawa do korzystania ze świątyń, które były w ich posiadaniu, remontowania wzniesionych przed 1717 cerkwi, nieopłacania sprawowanych przez siebie sakramentów u unickich proboszczów, ubiegania się duchownych o prezentę bez konieczności dodatkowych opłat, toczenia procesów sądowych o majątki cerkiewne. Utrzymano natomiast zakaz budowania nowych świątyń.

##### Uczestnictwo w konfederacji słuckiej i w Sejmie Repninowskim
Jerzy (Konisski) był jednym z twórców dysydenckiej konfederacji słuckiej, wspieranej zbrojnie przez Rosję, i jako jej konsyliarz podpisał jej akt 20 marca 1767. Będąc przedstawicielem strony dysydenckiej, brał udział w negocjacjach z delegacją tzw. Sejmu Repninowskiego w celu przygotowania polsko-rosyjskiej konwencji w sprawie dysydentów. W czasie kontrolowanych przez wojska rosyjskie obrad sejmowych uczestniczył w pracach komisji opracowującej uchwały w sprawach praw dysydentów, której przewodniczącym był rosyjski ambasador. W 1767 wydał w Warszawie Prawa i wolności dyssydentów w nabożeństwie chrześcijańskim w Koronie Polskiej i Wielkim Xięstwie Litewskim. Pod naciskiem rosyjskim, sejm podjął w odniesieniu do prawosławnych następujące decyzje: potwierdził prawa do biskupstwa białoruskiego, zwrócił wszystkie obiekty sakralne odebrane po 1717, dopuścił prawosławnych do stanowisk i urzędów państwowych, ustanowił sądy mieszane (katolicko-prawosławno-protestanckie), które miały ostatecznie rozstrzygnąć kwestie przynależności spornych budowli sakralnych, zabronił obraźliwego tytułowania prawosławnych odszczepieńcami lub dyzunitami. Konstytucja sejmowa zachowała przy tym status katolicyzmu jako religii panującej w państwie, której porzucenie było karalne. Rozwiązania te nie w pełni satysfakcjonowały biskupa białoruskiego, który domagał się prawa do swobodnego dokonywania konwersji z katolicyzmu na prawosławie. Wbrew swoim oczekiwaniom hierarcha nie uzyskał także miejsca w senacie, a Rosja nie poparła jego starań w tym kierunku, prawdopodobnie dlatego, by Jerzy (Konisski) nie stał się z czasem lojalnym i aktywnym obywatelem Rzeczypospolitej. Odrzucone zostały również prośby biskupa o kontynuowanie nacisków na władze polskie tak, by zalegalizowana została możliwość konwersji na prawosławie – konsystorz eparchii mścisławskiej, mohylewskiej i orszańskiej otrzymał ogromną liczbę próśb o umożliwienie takiej konwersji ze strony unitów z Ukrainy Prawobrzeżnej.

##### Wobec konfederacji barskiej

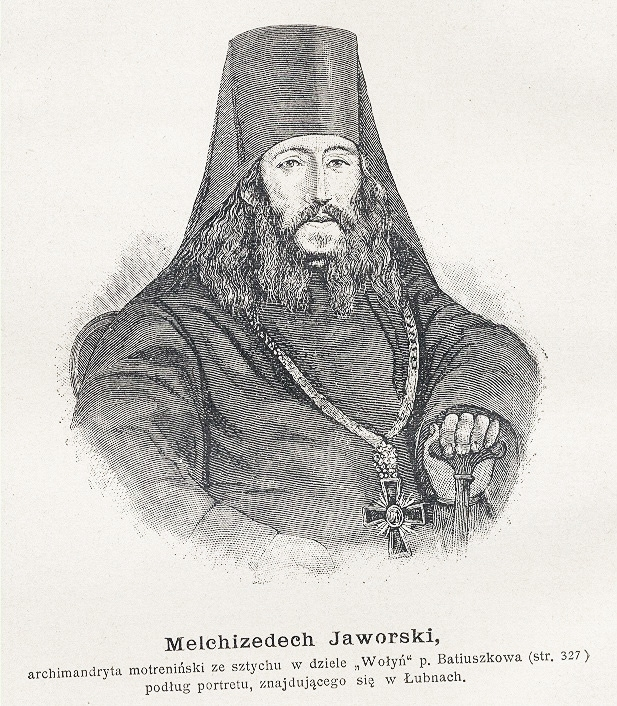
Ihumen Melchizedek (Znaczko-Jaworski) był bliskim współpracownikiem biskupa Jerzego i po zawiązaniu się konfederacji barskiej wspólnie z nim wzywał prawosławną ludność Ukrainy Naddnieprzańskiej do walki zbrojnej w obronie swojego wyznania. Znacząco przyczynił się tym samym do wybuchu koliszczyzny

Po zawiązaniu konfederacji barskiej, występującej w obronie niezawisłości Rzeczypospolitej i wiary katolickiej, a zatem także przeciwko prawom dysydentów, duchowieństwo prawosławne wzięło udział w akcji agitacyjnej, której celem było przekonanie prawosławnych chłopów i hajdamaków do wystąpienia przeciwko szlachcie. W działaniach tych wzięli znaczący udział biskup Jerzy oraz jego bliski współpracownik, przełożony Monasteru Motronińskiego ihumen Melchizedek. Rezultatem tych działań był wybuch krwawego buntu chłopskiego – koliszczyzny. Obydwaj duchowni zaprzeczali później swojemu udziałowi w inspirowaniu buntu, jednak poselstwo rosyjskie w Warszawie nie uznało ich tłumaczeń za wiarygodne.
Zawiązanie się konfederacji barskiej Jerzy (Konisski) uznał za bezpośrednie zagrożenie dla swojej osoby i w kwietniu 1768 wyjechał z Warszawy do Mohylewa, a następnie do Smoleńska, powierzając nadzór nad swoją eparchią Wiktorowi (Sadkowskiemu), rektorowi seminarium duchownego w Mohylewie. Ze Smoleńska hierarcha wysyłał do Mohylewa listy pasterskie. Razem z biskupem smoleńskim Parteniuszem opracował również dzieło opisujące obowiązki i zadania duchownych pt. O dołżnostiach prieswitierow prichodskich.

#### Po I rozbiorze Polski
Jerzy (Konisski) z radością przyjął I rozbiór Polski, porównując sytuację prawosławnych po tym wydarzeniu do położenia Żydów opuszczających niewolę egipską. W 1772, na mocy I rozbioru Polski, obszar eparchii białoruskiej znalazł się w granicach Imperium Rosyjskiego. Świątobliwy Synod Rządzący wcielił część jej dawnych ziem z Witebskiem, Dźwińskiem i Połockiem do eparchii pskowskiej. Również nazwa eparchia białoruska przestała być używana, odtąd stosowano jedynie nazwę eparchia mohylewska, mścisławska i orszańska. Jerzy (Konisski) pozostał jej ordynariuszem. Traktat porozbiorowy polsko-rosyjski zachowywał wolność wyznania katolików obydwu obrządków na włączonych do Rosji ziemiach. Korzystając z tego ustalenia, część parafii unickich przeszła na obrządek łaciński. Inne przyjęły prawosławie. Początkowo jednak władze rosyjskie nie zaakceptowały planów biskupa Jerzego, by przeprowadzić całkowitą likwidację wyznania unickiego na terytorium prawosławnej eparchii mohylewskiej. W 1773 Katarzyna II zobowiązała biskupa do wystosowania listu duszpasterskiego, w którym negatywnie odniósłby się do grupowych konwersji unitów. List ten zezwalał jednak na indywidualne deklaracje gotowości zmiany wyznania, które zainteresowani mieliby składać odpowiednim urzędnikom lub prawosławnych właścicielom dóbr ziemskich. Dopiero siedem lat później biskup mohylewski uzyskał prawo włączania wakujących parafii unickich do Kościoła prawosławnego, z zastrzeżeniem zgody wiernych na zmianę wyznania. Groził sądownie wszystkim, którzy nie chcieliby się podporządkować tym zaleceniom, co spowodowało, że liczba prawosławnych na podlegającym mu terytorium wzrosła w latach 1781–1783 o 112 578 osób. Biskup kilkakrotnie kierował do duchowieństwa listy pasterskie z pouczeniami w kwestiach sprawowania sakramentów. Na terenie eparchii zainicjował kolejne inwestycje w architekturę cerkiewną, w 1780 rozpoczął budowę soboru św. Józefa w Mohylewie. W swojej eparchii otwierał również instytucje dobroczynne i szpitale, zainspirował zwyczaj rozdawania jałmużny ubogim i chorym w cerkwiach w każdą sobotę.
W 1783 Jerzy (Konisski) otrzymał godność arcybiskupa i został członkiem Świątobliwego Synodu Rządzącego. Od tego momentu był nie tylko wykonawcą, ale i współautorem polityki rosyjskiej względem prawosławnych w Rzeczypospolitej. W 1784 zasugerował metropolicie kijowskiemu Samuelowi wyświęcenie biskupa pomocniczego, który byłby odpowiedzialny za prawosławne parafie i monastery w tym kraju. Jako odpowiedniego kandydata do tej godności wskazał swojego dawnego sekretarza i współpracownika Wiktora (Sadkowskiego). Chirotonia biskupa Wiktora odbyła się w roku następnym. Arcybiskup Jerzy pozostawał z nim w stałym kontakcie i udzielał mu rad w kwestiach bieżącej działalności duszpasterskiej. Prowadził działalność propagandową i dyplomatyczną na rzecz całkowitej likwidacji Kościoła unickiego i przyłączenia się jego wyznawców do Rosyjskiego Kościoła Prawosławnego. Memoriał przedstawiający taką koncepcję wydał w 1786; wzywał w nim także do przyjęcia przez prawosławnych rosyjskiej protekcji. Tekst ten stanowił odpowiedź na anonimowy memoriał, w którym apelowano z kolei do unitów o przyjęcie obrządku łacińskiego. Jerzy (Konisski) interesował się położeniem prawosławnych w Rzeczypospolitej do śmierci. Deputacja indagacyjna Sejmu Czteroletniego badająca oskarżonych o bunty uważała go za autora „wszystkich dla Moskwy pożytecznych, a zgubnych dla Polski projektów”.
Zgromadził bogatą bibliotekę złożoną ze 1269 ksiąg i 241 rękopisów.
Zmarł w 1795 i został pochowany w soborze Przemienienia Pańskiego w Mohylewie. Na grobie hierarchy umieszczono wierszowane epitafium, które ułożył sam Jerzy (Konisski). Jego grób w kaplicy św. Barbary tejże świątyni został otwarty w czasie francuskiej agresji na Rosję w 1812 i ponownie w czasie remontu soboru w 1875. Według Rosyjskiego Kościoła Prawosławnego stwierdzono wówczas, że ciało hierarchy nie uległo rozkładowi. Miejsce pochówku uległo zniszczeniu razem z całym soborem Przemienienia Pańskiego.

## Dorobek naukowy i literacki
Jerzy (Konisski) pisał w językach rosyjskim, łacińskim i polskim. Był autorem pierwszego w kręgu prawosławia ruskiego systematycznego podręcznika teologii – napisanego po łacinie, na potrzeby Akademii Mohylańskiej traktatu Cristiana orthodoxa Theologia. W dziele tym autor po raz pierwszy wyłożył różnice między teologią i filozofią oraz między teologią dogmatyczną a moralną. Jako teolog hołdował początkowo scholastyce, następnie stopniowo zaczął skłaniać się ku teologii Teofana (Prokopowicza) inspirowanej protestantyzmem.
Opublikował także podręczniki filozofii Philosophia peripathetica (1747) oraz Philosophia juxta numerum quatuor facultatum quadripartita (1749); zawarł w nich treść swoich wykładów głoszonych na Akademii Mohylańskiej. Jego poglądy filozoficzne i zastosowany w publikacjach podział filozofii na logikę, fizykę, metafizykę i etykę miały znaczący wpływ na dalszy rozwój filozofii rosyjskiej. Sformułował koncepcję poznania zakładający trzy etapy tego procesu: poznanie zmysłowe, intelektualne kształtowanie się pojęcia oraz jego ocenę. Polemizował z poglądami Woltera. Po 1774 duchowny napisał również historyczne Istoriczeskoje izwiestije o jeparchii Mogilewskoj, dzieło w syntetyczny sposób przedstawiające dzieje prawosławnych administratur na ziemiach białoruskich i ukraińskich. W tekście tym Jerzy (Konisski) wzywał do zjednoczenia wszystkich prawosławnych mieszkańców Ukrainy, Białorusi i Rosji w Imperium Rosyjskim.
Jako wykładowca poetyki wydał w 1746 jej podręcznik pt. Precepta de arte poetica. Wzywał w nim swoich studentów do nawiązywania do tradycyjnej literatury ruskiej, nie zaś do wzorców zachodnich (polskich i łacińskich). Sam tworzył dzieła dramatyczne i wiersze, był autorem przekładów psalmów na języki polski i ruski. Z 1746 pochodzi również jego komedia satyryczna Woskriesienije miertwych z pięcioma intermediami. Utwór ten stanowił wzorcową realizację szkolnej poetyki, jednak zawierał również wyraźne inspiracje ludowym humorem, w jego języku widoczne było słownictwo ludowe.
Osobne miejsce w dorobku Jerzego (Konisskiego) zajmują jego przemówienia polityczne oraz głoszone w cerkwiach kazania. Część homilii została wydana jeszcze za życia autora w 1761, jednak wydanie to nie przetrwało. Hierarcha uważany był za znakomitego i charyzmatycznego kaznodzieję. Równocześnie część historyków rosyjskiej homiletyki zarzucała mu płytkość myśli, nieuzasadnione formułowanie analogii między wydarzeniami z historii biblijnej i sytuacjami mu współczesnymi, wplatanie do kazań wulgarnych żartów i gier słownych.
Autor dziennika zatytułowanego Myśli, w którym zawarł szereg swoich poglądów filozoficznych.

## Upamiętnienie

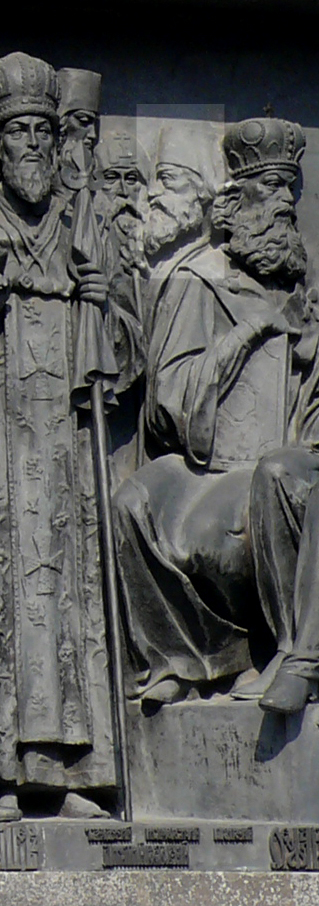
Fragment Pomnika Tysiąclecia Rusi z postacią Jerzego (Konisskiego)

W 1835 w Petersburgu wydane zostały dzieła zebrane biskupa – teksty literackie, kazania, raporty, utwory polemiczne. Postać biskupa Jerzego znajduje się na Pomniku Tysiąclecia Rusi w Nowogrodzie Wielkim. Jego działalność upamiętnia także tablica umieszczona na rezydencji biskupiej w Mohylewie.

### Kult
Nieformalny kult Jerzego (Konisskiego) pojawił się niemal natychmiast po jego śmierci, jednak do kanonizacji duchownego doszło dopiero w 1993. W sierpniu tego roku Egzarchat Białoruski Patriarchatu Moskiewskiego uznał go za świętego czczonego lokalnie w eparchii mohylewskiej i mścisławskiej, dzięki szczególnym staraniom jej ordynariusza, biskupa Maksyma. Uroczystościom kanonizacyjnym przewodniczył egzarcha Białorusi, metropolita miński i słucki Filaret. Hierarcha należy do Soboru Świętych Białoruskich i jest liturgicznie wspominany razem z innymi należącymi do niego świętymi w III niedzielę po Pięćdziesiątnicy. Dwa lata po kanonizacji został napisany akafist do św. Jerzego. Cerkwie jego wezwania znajdują się w Mohylewie i Słucku.
W 2011 kult biskupa Jerzego został usankcjonowany także w Ukraińskim Kościele Prawosławnym Patriarchatu Moskiewskiego. Jako daty wspomnienia liturgicznego wyznaczono wówczas rocznicę śmierci oraz rocznicę decyzji o rozszerzeniu kultu na Ukrainę. W 2014 kult biskupa został wprowadzony w niekanonicznym Ukraińskim Kościele Prawosławnym Patriarchatu Kijowskiego, na terenie jego eparchii czernihowskiej. W Patriarchacie Kijowskim wspomnienie liturgiczne Jerzego wypada 13/26 lutego oraz 24 lipca/6 sierpnia.
Wizerunek duchownego na ikonach wzorowany jest na jego portrecie powstałym za życia i przechowywanym początkowo w kościele luterańskim w Mohylewie, następnie w cerkwi Świętych Borysa i Gleba w Mohylewie, a od 1960 w miejscowym muzeum krajoznawczym. Jerzy (Konisski) ukazywany jest z Ewangelią w lewej ręce i z prawą dłonią uniesioną w geście błogosławieństwa. Zależnie od wariantu ubrany jest w biskupi strój liturgiczny lub pozaliturgiczny (riasa, mantia biskupia i czarny kłobuk).